# Liste der Monuments historiques in Saint-Léonard (Vosges)
Die Liste der Monuments historiques in Saint-Léonard führt die Monuments historiques in der französischen Gemeinde Saint-Léonard auf.

## Liste der Objekte
| Bezeichnung | Beschreibung          | Standort                                      | Kennzeichnung | Schutzstatus | Datum | Bild |
| ----------- | --------------------- | --------------------------------------------- | ------------- | ------------ | ----- | ---- |
| Glocke      | Bronze, 1714 gegossen | in der Kirche St-Pierre-et-St--Léonard (Lage) | PM88000867    | Classé       | 1921  |      |